# 大韓民国における売買春
大韓民国における売買春（だいかんみんこくにおけるばいばいしゅん）では、韓国の歴史を通して存在している韓国の売春と買春について述べる。韓国では売買春は違法である。しかし、韓国女性政策研究院によると、2007年の韓国国内の売春の市場規模は合計14兆ウォン（130億USドル）と推計された。韓国の国内総生産 （GDP） の約1.6%に相当する。2010年には6.9兆ウォン（約6900億円）となりGDPの約0.52％まで減少した。
2007年の売春の取引回数は9400万回と2002年の1億7000万回から減少した。売春の総売上は14兆ウォンで2002年の24兆ウォンから大きく低下した。売春婦の数は同年、26万9000人と18%減少した。法的制裁と警察の取締にもかかわらず、売買春は韓国国内で続いている。売春の従事者は韓国政府の締め付けに対して活発に抵抗し続けている。
1989年のYMCAの調査では、売春する韓国人女性の数は、15～29歳の女性620万人の約1/5に当る120万～150万人である。売春の年間総売上は国民総生産(GDP)の5%に相当する4兆ウォンを超えると報告されている。韓国人男性の多くは「買春は社会生活の一部」と考えている。女性家族部がソウル大学女性研究所に依頼して実施した2010年性売買実態調査によると、韓国人男性の買春経験者は49%で、買春回数は8.2回だった。売春の市場規模は最大8.71兆ウォン（約6300億円）と報告された。また、同調査では、年間売春件数が4605万件、売春従事者は14万2000人余であることを明らかにしている。
特に、経済発展以降も韓国人女性の海外遠征売春婦が蔓延っており、国内外で「売春輸出国」であることが問題になっている。2006年時点で、ロサンゼルス警察局が毎月逮捕する売春婦のうち90％が韓国人女性である。2010年には、韓国国会における国政監査で「韓国人女性10万人余りが、海外で遠征売春を行っている」と報告されている。

## 歴史

### 高麗時代
コリョ（高麗）時代 (918年-1392年) に、中国の妓女制度が伝わり朝鮮のキーセン（妓生）制度になった。
妓生は次第に官僚や辺境の軍人への性的奉仕も兼ねるようになった。コリョ（高麗）は政府直属の掌学院を設立し、官妓らはそこに登録された。

### 李朝時代
李朝時代にも妓生は国境守備将兵の慰安婦としても活用され、国境の六ヶ所の「鎮」や、ジュシェン族の出没するペクトゥ山付近の四ヶ所の邑に派遣され、将兵の裁縫や酒食の相手や夜の共寝をし、士気を鼓舞した。
イベ（二牌）  は、殷勤者または隠勤子といい、隠密に売春業を営んだ女性をさし、一牌妓生崩れがなったという。住宅街の中で暮らしながら隠れて売春する者が多かった。
三牌 (三牌妓生) は完全に娼婦であり、タバンモリ（搭仰謀利）ともいう。雑歌を唄って接客したとされる。
近代化以前は京城に散在していたが、のちにシドン（詩洞） に集められ、仕事場をサンファシル（賞花室 ） と称して、李氏朝鮮末期には、三牌もキーセンと呼ばれるようになった。
花娘遊女は成宗の時代に成立し、春夏は漁港や収税の場所で、秋冬は山寺の僧坊で売春を行った。僧侶が手引きをして、女性を尼として僧坊に置き、売春業を営んでいた。僧侶が仲介していた背景について川村湊は、李朝時代には儒教が強くなり、仏教は衰退し、僧侶は賤民の地位に落とされ、寄進等も途絶えたためと指摘している。
色酒家とは日本でいう飯盛女、酌婦で、旅館などで売春を行った。売酒と売春の店舗をスルチビといい、近年でもバーやキャバレーにスルチプ・アガシ (酒場女)、喫茶店 (チケット茶房) ではタバン・アガシ (茶房女)、現在でもサウナ房 (バン) (ソープランド) や「頽廃理髮所」ともよばれる理髪店でミョンド・アガシ (カミソリ娘) という女性がいる。

### 近代以前
朝鮮の近代化の前は朝鮮王朝が売春を公認せず公娼制はとらなかったが、上流階級の地主のための女性（キーセン（妓生））が売春を行っていた。近代化によって朝鮮の身分制度は消滅した。朝鮮における初の売春宿は1876年に外交条約（日朝修好条規）によって初めて国が港を開いた後に広がっていった。日本式の遊郭が置かれるようになり、この影響で「マエキン」のような日本語由来の隠語が現代の韓国売春社会にも残っている。

### 第二次世界大戦後の独立以降
朝鮮戦争中の第五種補給品時代
大韓民国の成立後に朝鮮戦争が勃発した。
朝鮮戦争終結後の基地村時代
終結後も、戦火で焼き尽くされた国土の復興には莫大な費用が必要になった。当時、駐留アメリカ軍に対する風俗店は、朝鮮語でヤクザと呼ばれる非合法の犯罪組織が関与しており、莫大な金額が地下に流出していた。これを一斉に摘発し、新たな国営の娼館制度を代わりに据え、外貨獲得を行った。これが便宜的に国営キーセンと呼ばれる制度であり、更なる外貨獲得を目指して、一時はベトナム戦争時など海外にも派遣された。
1960年代から今日まで、キジチョン（基地村）における売春は在韓アメリカ軍基地の周辺でまだ存在している（例えばキャンプ・スタンレーやキャンプ・ケーシー周辺）。これは、在韓アメリカ軍基地を囲むキジチョン売春地区におけるアメリカ軍兵士のための売春の提供を含む韓国政府とアメリカ軍との間の交渉の結果であった。韓国政府はヤンコンジュ（洋公主）と呼ばれた売春婦を登録し、医師の診断書を持つことを義務付けた。アメリカ軍憲兵は、キジチョン売春地区で警備を行い、性感染症の流行を防ぐために病気と考えられる売春婦を拘留した。この韓国政府の対応は、北朝鮮から韓国を守っているアメリカ軍が離れてしまうことへの恐れによるものからであった。キジチョン売春地区は在韓アメリカ軍基地の外側にある。アメリカ当局は公には売春を非難するが、それを防止するための対策はほとんどとらず、一部のキジチョンの地元住民は、「アメリカ軍は兵士が利用可能な商業性サービスを持つことを望んでいる」と示唆している。

### 1980年代:売春形態の多様化
経済成長の結果、1980年代には韓国人男性をメインターゲットとした施設も発生した。クァンジュ（光州）事件で反発する民心をなだめるため大統領・チョン・ドファン（全斗煥）が行ったさまざまな政策として規制緩和が行われた結果である。1976年と1988年の企業接待費を比較すると、12倍に増えた。結果として2002年の調査では成人男性の半数は買春経験があり、少なくとも33万人の女性が売春産業に関わっており、経済規模は年間で24兆ウォンという巨大産業へと進展した。キャバレーなどの飲食メインの業態や、カフェ、宿泊施設、浴場、理髪店などとの複合的な売春施設といった幅広い営業形態もこのころに合法的に広まった。　
1989年:一般韓国人の海外旅行解禁以降
1989年に一般の韓国人の海外旅行が自由化・解禁された。
1990年代以後、アメリカ軍のキジチョン売春地区での売春は衰退していった。また、このころより女性学の視点から売春に関する用語を見直す流れが生まれた。たとえば「売春」の「春」の字は男性側の視点から用いられるもので、かつポジティブなイメージがあると指摘し、代替として「性売買」という用語が用いられるようになった。この用語は次節に示す2004年制定の法律、性売買特別法でも使われることとなる。

### 2000年代以降
2003年、韓国刑事政策研究院は、26万人の女性（若い韓国人女性の25人に1人）が性風俗産業に従事している可能性があると発表した。しかし、韓国フェミニスト協会は51万4千人から120万人の韓国人女性が売春産業の関与していると主張した。加えて、同様の報告書には、男性の20%が20代の時に1カ月に少なくとも4回セックスに代価を支払い、35万8千人は毎日売春婦の下へ通っている、と記されている。
2004年、韓国政府は売買春を禁止し、売春宿を閉鎖させる性売買特別法を成立させた。2006年、男女平等省は、売春に対する要求の問題を解決する試みとして、男性従業員が社内パーティー後にセックスに代価を支払わないことを誓約した企業に対して奨励金を支払った。この政策に関与した人々は、男性がパーティーで酔って買春する文化に終止符を打ちたかったと主張した。
ゴルフバーは、韓国では、2005年頃から普及し、2008年には全国で登録された業者が4000ヶ所、未登録まで含めれば8000ヶ所にのぼるとみられている。競争が激しくなると、売春を行うなど、不法なサービスを行う業者が現れるようになった。キャディー役として、トウミといわれる女性コンパニオンを雇ったり、ポドバンというデリバリーヘルスのような売春斡旋業者を使い、売春が行われている。このような業者を頽廃スクリーンゴルフ場と呼ぶ。
2007年、韓国政府は買春ツアー#韓国人の買春ツアーや、韓国人女性が売春のため外国へ渡ることが違法となると発表した。裁判所は3万5千人の客を起訴した。これは2003年に買春により逮捕された客の数の2.5倍である。その一方で、法律の実施は弱く、この新しい法律が大きな成果を生んだ証拠はほとんどなく、性風俗産業は商売を継続する新たな方法を模索した。しかし、多くの韓国人男性が買春により「ジョンスクール」（買春再犯防止教育）へ送られている。
ソウルのキーセン・ハウスでは「清雲閣」「大苑閣」「三清閣」の「3閣」が有名だったが、伝統的なキーセン・ハウスで唯一残っていた「梧珍庵」 も、2010年に閉店した。
しかし、2010年の調査では韓国人の成人男性の20%が売春婦を求めていることが示唆された。また韓国では売春の合法化を求める女性たちのデモが度々起きており、2015年9月には4000人の女性が集まり、性売買特別法廃止と性売買従事者の労働者認定を求めた。
2018年には#MeToo運動などのフェミニズム運動も広がったが、依然として韓国国内の売春は健在である。

## 韓国国内における売春の種類・サービス
2004年の性売買特別法の制定を受けて、風俗街への取り締まりが起こった。
韓国の風俗街はオランダのアムステルダムやドイツの飾り窓と比較される。特別法以前の韓国国内の主な4つの風俗街はソウル市のチョンナンニ・オーパルパル、ヨンサン駅、ミアリテキサス、テグ市のチャガルマダンである。パジュ市のヨンジュコルや、インチョン市のイエローハウスもある。全ての風俗街は、フル操業していないが、売買春に関わる巨額の金のためだけではなく、売春産業を規制する試みのために黙殺され、一部の風俗街は未だに存在している。
その他の性風俗サービスとしては、家宅マッサージ（ お客が女性マッサージ師の家または店に行く）やキスバン（お客が女性とのディープ・キスや愛撫などの性サービスにお金を支払う）、出張マッサージ（ 女性マッサージ師がお客の下（ラブモーテル、ホテル）へ行く）、按摩施術所、ゴルフバー、頽廃理髮所、チケット茶房、テタルバン、ルームサロンなどがある。
2012年～2013年の性売買事犯を対象にした調査結果では、韓国人男性の主な買春ルートは、按摩施術所が26.3％、集娼村が26.1％、遊興酒店が23.4％である。2013年の全国の集娼村は44カ所である。売春女性1人の1日平均の男性客数が2010年の4.9人から2013年の5.3人に8.2％増加した。
韓国の性風俗産業は大きく3つに分かれる。
①伝統型　置屋の集結地（色街）のことである。
②産業変種型　水商売、カラオケ、マッサージ、床屋など合法的営業行為の裏で売春斡旋が行われている店舗型の性風俗のことである。産業変種型の市場規模は伝統型の30倍といわれる。ルームサロン、団欒酒場、ノレバン（カラオケ）、チケット茶房（チケットタバン）、按摩施術所、トッキータン、美人床屋（頽廃理髮所）、キーセン（妓生）ハウス、エスコートアガシなど。
③新興型　看板を掲げず営業する性風俗である。ポドパン、男性休憩テル、オフィステル、デラルバン、キスバン、リップカフェ、電話房など。
韓国の売春従事者は27万人（韓国政府の女性家族部の性売買実態調査・2007年）と報告されている。性売買集結所で売春する女性は3644人。産業変種型で売春する女性は約14万7000人。新興型で売春する女性は約11万8000人。

## 未成年の売春
韓国国内の家出した未成年（その内60%が女性）の20万人の内、少なくとも半分が、未成年売春を行っている。その多くが学業のプレッシャーから逃げ出すため、家出少女たちはインターネットチャットで売春している。売春婦仲間でチムジルバンで生活している。NGO（United Voice for Eradication of Prostitution）によれば、これらの未成年売春婦は時には強姦や輪姦の被害にあい、梅毒にも感染する。再犯も多く、上記のNGOのカウンセリングを受けた売春婦少女の半数以上が売春に戻る。これは、元ポン引きからの脅迫、将来の夫や家族からの社会的追放が原因である。

## 高齢者の売春
ソウル市チョンノにあるチョンミョ公園やタプコル公園周辺で韓国の代表的な栄養ドリンクバッカスDなどを差し出しながら中高年の韓国人男性に売春していることから、彼女ら中高年女性売春婦は「バッカスハルモニ」と呼ばれている。
付近の駅の階段で滋養強壮剤を売る71歳女性によるとこの周辺で滋養強壮剤を売っている女性は約400人いて、滋養強壮剤の販売だけでは1日に5000ウォン（約500円）をもうけるのがやっとだという。
チョンミョ公園周辺のソウル恵化警察署によると2012年10月までの10カ月で公園一帯で取り締まった56件の中で60代の人が28人、70代が7人だった。 ソウル恵化警察署の関係者は「40～50代は地下鉄の駅を拠点にして仕事をしていて、公園側にはお婆さんが多い」と話している。チョンミョ広場管理所の売春取締班長によると「2007年にも1928年生まれ、1923年生まれが取り締まりにひっかかることがあった。70代以上のお婆さんの売春は新しいことでもない」、「チョンノ一帯で売春をする200人余りの15%程度は70代以上の高齢女性だろう」と推測した。チョンミョ公園の「バッカスアジュンマ」を研究してきたイ・ホソン韓国老人相談センター長は、「ハルモニたちのおよそ半分は、若い時には売春したことが無い生活を過ごしてきた人たちだ」と話した。 ナム・キチョルトンドク女子大学校教授（社会福祉学）は「韓国の高齢者売春の最も重要なポイントは韓国の高齢者貧困が問題であり、その中でも高齢女性の貧困がさらに深刻だ」と指摘した。
1988年に韓国は国民年金制度を導入し、2005年からは退職年金制度を施行している。 しかし、韓国保険社会研究院は2015年4月22日に「2011年末現在27〜59歳（1952〜1984年生まれ）の男性と女性各1000人の年金受給率を推計した結果、このうち49.3%が国民年金も退職年金も受給できないことが分かった」と説明した。調査対象者のうち、国民年金と退職年金の両方を受給できる人は29.3%だけだった。国民年金と退職年金の両方を受給出来ない男性は33.3%だったのに対し、女性は64.7%で、男性の2倍近い数値となった。
高齢者の性問題講師として活動している女性文化センター長は「韓国人の高齢者でも性的欲求が消えないのは男女同じである。韓国人高齢者はお互いに肉体関係になる場がないから売春の、さらに性病の問題へと繋がっている」と説明した。
ソウル地方警察庁の生活秩序課は、2015年2月22日から3月22日まで主にチョンミョ公園およびチョンノ一帯で取締りを強化した結果、性売買の容疑で68歳の女性など33人を在宅起訴した。

## 日本国内の韓国人売春婦
韓国人女性は、日本でも売春を行っている。韓国デリヘルを経営するママたちは、自身も売春経験のある女性たちである。日本の韓国デリヘル売春婦たちは、賃貸アパートで共同生活をしている。日本の韓国人デリヘル売春婦たちは白タクで移動する。韓国デリヘルの集客はインターネットに依存するため、店のホームページは必ず存在する。ほとんどの店は、閉店時、サイトも閉鎖するため、ホームページが存在する店は基本的に現存している。
日本の韓国デリヘル店舗数は、2014年８月末現在、713店。西日本より東日本に集中して、53％が関東に集中している。
全国の14.6％、東京都内の73％は東京都台東区鶯谷にある。
|                    | 北海道 | 青森県   | 秋田県 | 岩手県 | 宮城県 | 山形県   | 福島県 | 東京都 | 埼玉県 | 千葉県   | 茨城県 | 栃木県 |
| ------------------ | ------ | -------- | ------ | ------ | ------ | -------- | ------ | ------ | ------ | -------- | ------ | ------ |
| 韓国デリヘル店舗数 | 0      | 0        | 1      | 10     | 35     | 5        | 14     | 143    | 56     | 51       | 44     | 13     |
|                    | 群馬県 | 神奈川県 | 山梨県 | 長野県 | 富山県 | 新潟県   | 石川県 | 福井県 | 静岡県 | 三重県   | 愛知県 | 岐阜県 |
| 韓国デリヘル店舗数 | 23     | 36       | 10     | 28     | 20     | 27       | 7      | 3      | 48     | 5        | 52     | 13     |
|                    | 滋賀県 | 大阪府   | 兵庫県 | 京都府 | 奈良県 | 和歌山県 | 岡山県 | 広島県 | 鳥取県 | 島根県   | 山口県 | 香川県 |
| 韓国デリヘル店舗数 | 5      | 15       | 5      | 5      | 1      | 0        | 8      | 7      | 0      | 1        | 0      | 2      |
|                    | 愛媛県 | 高知県   | 徳島県 | 福岡県 | 佐賀県 | 長崎県   | 熊本県 | 宮崎県 | 大分県 | 鹿児島県 | 沖縄県 |        |
| 韓国デリヘル店舗数 | 1      | 0        | 0      | 10     | 1      | 2        | 2      | 2      | 0      | 2        | 0      |        |

全国の韓国デリヘルの経営者は、店名を変えて複数の店を同時運営している。在籍する女性は同じだが、店と女の子の名前を変えて2店、3店と経営している。実際の韓国デリヘル数は総数より少ない。
韓国デリヘルの経営者が平均2店舗を同時経営しているとすると、全国にある韓国デリヘルの数は、350〜400店舗程度である。
1店舗で働く韓国人女性は、5〜9人で、平均7人程度である。全員がノービザで入国していると仮定すると、7人×4回転（在留90日なので在籍女性は4回転する）＝28人（1店舗の年間在籍女性数）
28人（1店舗の年間在籍女性数）×350〜400店舗（全国の実際の韓国デリヘル数）＝9800〜11200人（全国の韓国デリヘル年間在籍女性数）。
全国の韓国デリヘル売春婦の数は、9800〜11200人程度である。
韓国デリヘル売春婦の収入は、1万2000円（客1人を相手にして得られる取り分）×3人（1日の平均客数）＝3万6000円（1日の平均収入）。
3万6000円（1日の平均収入）×25日（週1日休暇として1ヶ月の労働日数）＝90万円（月収）。
韓国デリヘル売春婦の月収は90万円が平均である。
韓国デリヘル業界全体の年間売上は、
2万円（客単価）×3人（在籍女性1人当たりの1日平均客数）×25日（週1日休暇として1ヶ月の労働日数）×3ヶ月（ノービザでの滞在期間）×9800〜1万2000人（全国の韓国デリヘルの年間在籍女性数）＝441億〜504億円（韓国デリヘル業界全体の年間売上）。
441億〜504億円が韓国デリヘル業界全体の年間売上である。
日本の韓国デリヘル嬢の過半数は、中国朝鮮族である。彼女らは、韓国人を偽り日本で売春を行っている。
韓国人のネットワークが深い東京・鶯谷周辺の韓国デリヘルでは6〜7割が韓国人、3〜4割が中国朝鮮族。地方の韓国デリヘルは3割が韓国人、7割が中国朝鮮族と推測される。
日本の韓国デリヘルで売春している女性たちの出身経路は、5つのパターンがある。
①韓国で売春をしていたが、歳を取って韓国で稼げなくなった30〜40代の韓国人女性。
②前借金返済のため、ブローカー経由で日本に送られた強制売春の韓国人女性。
③求人サイトの広告に騙された学生等の売春をしたことがない韓国人女性。
④北朝鮮から中国経由で韓国に亡命し、韓国籍を取得した北朝鮮人女性。
⑤中国延辺朝鮮族自治州から豊かさを求めて、就学・就労ビザを入手して日本に入国した中国朝鮮族の中国人女性。

## 海外での韓国人男性の買春
「買春ツアー#韓国人の買春ツアー」も参照

### 中国
中国のチンタオ市には韓国人男性専用のカラオケテレビ（売春宿）が100軒以上あると推定されているが、これは同市の例に過ぎない。調査によると、韓国人男性専用のカラオケテレビ（売春宿）にはそれぞれ150～300人の中国人女性が売春に従事している。韓国人男性が常連客となっているシャンハイ市のカラオケテレビ（売春宿）には500人以上の中国人売春婦がいると報告されている。 
2007年には、韓国人男性と中国人売春婦を結びつけるオンラインウェブサイトが33あると報告された。多くの韓国人男性が友人や同僚とグループでセックスツアーを利用している。 2013年、韓国観光協会は、中国にいる韓国人男性に中国人売春婦を手配しているインターネットサイトに対して警察に告訴した。
「女性人権センター」によると、韓国人高校生が中国への修学旅行中に中国人売春婦を買っていたと報告されている。
韓国人男性は中国の児童買春観光の需要の大きな源であり続けている。

### 東南アジア
韓国人男性は、東南アジアと太平洋諸島の両方で、児童買春観光の需要の大きな源であり続けている。東南アジア諸国の児童買春は主に韓国人男性によって行われていると報告されており、彼らはこの地域で最も多くの買春観光客として日本人と中国人を上回っており、フィリピン、ベトナム、カンボジア、タイでは主に韓国人男性が児童買春を行っている。
　国連薬物犯罪事務所は2010年の報告書で、カンボジア、タイ、ベトナムの児童売春の主な客は韓国人男性であると述べた。
　韓国刑事政策研究院が、2012年に現地調査を基に作成した「東南アジア児童性売買観光の現状と対策」報告書によると。韓国人男性による東南アジアでの児童買春が非常に多いことを明らかにした。
　韓国刑事政策研究院の研究チームは、タイ、カンボジア、フィリピンなどで現地調査を実施。国連報告書の文献研究、性売買に関する現地市民団体関係者との面会、警察庁や現地警察による摘発記録、一般市民を対象にしたアンケート調査なども同時に行った。
　研究員によると、現地の市民団体は「東南アジア地域の売春観光客数の1位は韓国」と証言した。入国した観光客数や現地風俗店を利用する観光客数、被害女性の証言などを分析した結果で、特に、18歳未満の児童の売春市場では、韓国人男性にの買春が圧倒的に多い。
　国連薬物犯罪事務所（UNODC）も、2010年に発表した報告書で同様の内容を伝えている。同報告書では、韓国人男性は「東南アジア地域、特にカンボジア、タイ、ベトナムでの児童売春観光の主な顧客」と指摘。アメリカ国防省の年間人身売買報告書にも、韓国男性は「東南アジアと太平洋諸島で児童売春の主な購入者」との記述がある。
　韓国人の多くが海外での売春に罪の意識を感じていないことも分かった。韓国刑事政策研究院が2012年10月に全国の男女900人を対象に実施した調査では、全体の77．7％が「海外での売春観光は違法だということを知らなかった」と回答。78．5％が「海外売春観光で処罰される可能性は低い」と答えた。

## 海外の韓国人売春婦

### オーストラリア
多くの韓国人女性がオーストラリアに人身売買され、オーストラリアの売春産業では1000人以上の韓国人女性が売春婦として働いている。

### アメリカ
何千人もの韓国人女性がアメリカに人身売買され、マッサージ店で売春婦として働かされている。アメリカ当局は2011年までの5年間で何百人もの韓国人女性を売春の罪で逮捕しいる。2008年の韓国アメリカ・ビザ免除プログラムにより、アメリカ国内の韓国人売春婦の数はさらに増加した。韓国人女性をアメリカの売春産業に送り込む人身売買組織を運営する者の数は数千人に上る。

## 国内外の韓国人女性人身売買問題

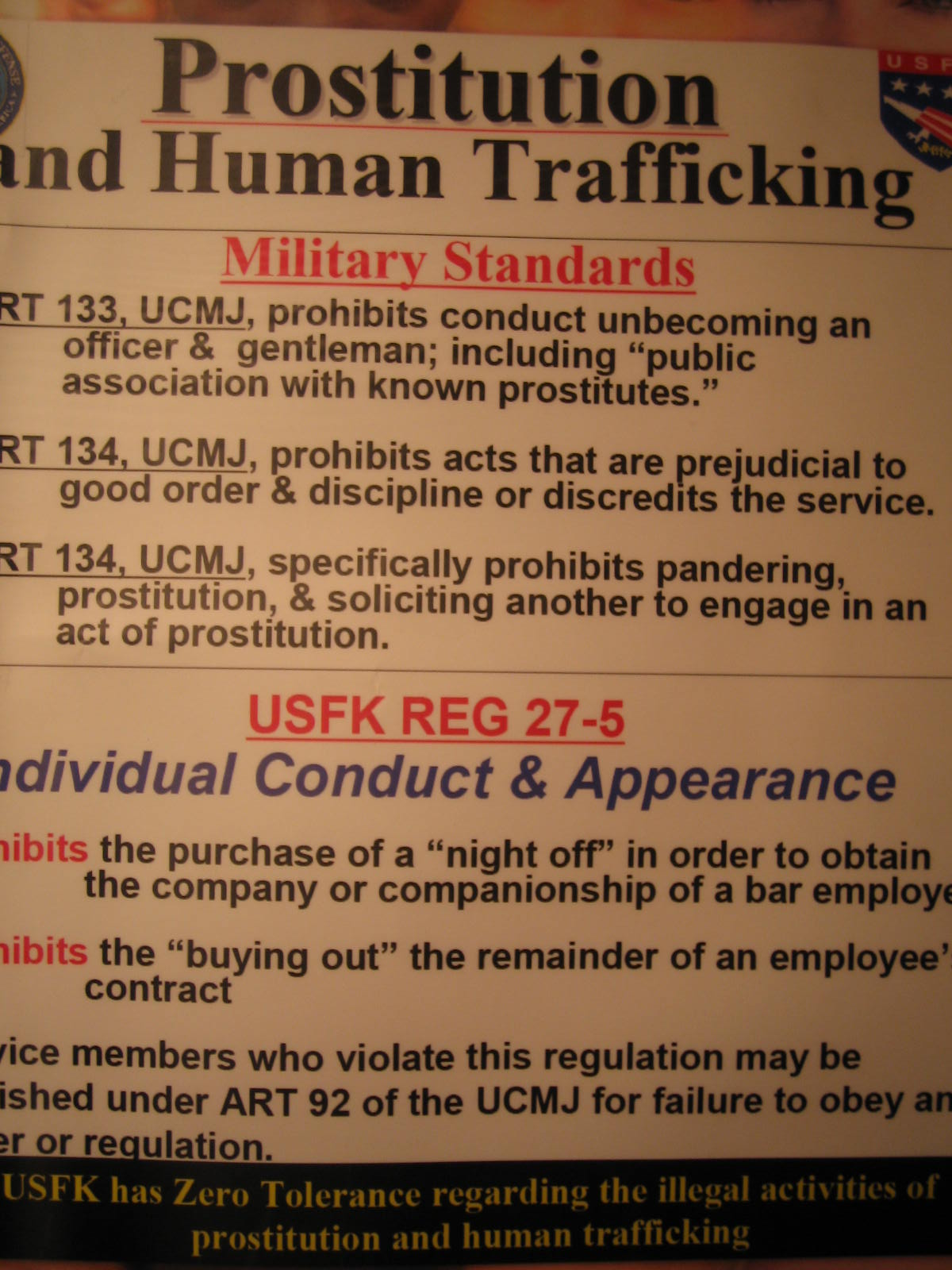
売春と人身売買に対する在韓米軍の警告

韓国では人身売買は非合法化され、売買春に対する刑罰は増加している。2004年、性売買防止・被害者保護法が成立し、人身売買業者への刑罰が厳罰化され、被害者の国外退去が終わり、被害者のための多くの保護施設が設立された。2005年当時、144名が人身売買の罪で服役していた。
2006年、アメリカ入国管理局は「韓国とアメリカの間には、募集業者、ブローカー、仲介人の高度に組織化された物流ネットワークが存在する」ことを認めた。
ロサンゼルス市警の報道官は、月々70〜80人の売春による逮捕者の約90%が韓国人女性であり、ロサンゼルス市警はロサンゼルス市とその周辺に約8000人の韓国人売春婦がいると見積っていると述べた。外国における韓国人女性の客の大半が韓国人男性である。
アメリカ国務省の報告書「Trafficking in person's report: June 2008」では、「2008年3月、AFPとDIACの共同作戦により、韓国人女性を合法売春宿に売買し、年に230万ドル以上を得ていたとされるシドニーのシンジケートを壊滅させた。警察は、シンジケートが韓国人女性を彼女らが雇用される条件に関して騙して募集し、偽りの口実でのオーストラリアへの入国を組織し、彼女らの旅券を没収し、シンジケートが所有するシドニーの合法売春宿で1日20時間強制的に働かせたと申し立てをする。」と主張する」と記されている。
また、アメリカ国務省の報告書では、韓国政府が「人身売買の根絶のための最低基準を完全に順守している」と記されている。2012年、韓国政府は性の人身売買に対する法の執行の努力を継続し、さらに5カ国と雇用斡旋システム（Employment Placement System; EPS）のための覚書を交わし、数多くの人身売買禁止に対するキャンペーン活動を実行した。韓国警察庁はまた、人身密輸ネットワークを壊滅させるため、外国の法執行機関と協力した。

## 韓国国内の外国人売春婦
韓国は人身売買の源泉国ならびに目的国である。多くの中国、ロシア、東南アジアの女性が、韓国の斡旋業者によって、合法的な仕事に付けると騙されて韓国に連れて来られた。韓国の斡旋業者は若い女性を韓国へ送るために高給で誘い、一度彼女らが韓国に到着すると、売春婦として強制労働させる。

### 韓国国内の中国人売春婦
何万人もの中国人女性が、韓国のホテルやマッサージパーラー、カラオケ、ルームサロンなどで売春に従事している。
アメリカ国務省の人身売買報告書は、韓国で中国人女性が売春していることを何度も言及している。報告書では、彼女たちは正式な旅券を発行されて売春に従事し、時には国際結婚の賄賂として売られ、今では売春婦になっていると述べている。 韓国法務部によると、2016年時点で韓国に滞在している中国人女性（漢人）は21万2115人である。女性家族部が発表した「韓国の娯楽産業に従事する移民女性に関する調査」によると、韓国人男性を相手に売春している女性で最も多いのは中国人女性（漢人）であると報告されている。
韓国の公共放送KBSによると、韓国の性マッサージ店の80％は中国人女性が働く性風俗店に該当する。2012年には韓国の性マッサージ店で売春したとして240人の中国人女性が逮捕された。韓国の新聞「東亜日報」は、いわゆるヒューゲテル（휴게텔）の売春婦はソウル市カンナム地域を除いてすべて中国人女性（漢人と中国朝鮮族）で構成されていると明らかにした。 2018年時点で、韓国に滞在している中国人女子留学生は4万1957人に上り、その多くがマスコミに摘発され、売春婦として報道されている。
ソウル大学新陽人文館で韓国女性学会が主催した秋季シンポジウムで、ソウル大学ジェンダー研究所のチョン・ジェウォン主任研究員が、韓国人男性の海外における買春の現状に関する調査結果を発表した。「韓国型売春産業と商業的性文化の国際展開」に関する調査発表によると、韓国人男性は中国全土で中国人売春婦を買っている。
中国人女性は、ソウル市 、インチョン市、スフォン市、ピョンテク市 、ヨンイン市  、プチョン市  、パジュ市 、ウィジョンブ市、アンサン市、チョンジュ市 、タンジン市、テジョン市 、アサン市、テグ市、プサン市、キョンジュ市 、ウルサン市 、クァンヤン市、チャンウォン市、カンウォン道 、チョルラ道チェジュ島など、韓国国内で売春に従事している。中国人売春婦は、都市だけでなく、町や郷の農村地域でも売春を行っている。

### 韓国国内のタイ人売春婦
法務省によると、韓国で違法な「マッサージの仕事」に従事するタイ人女性が増えている。同省は、タイ人の不法滞在者の数は2017年の6万8449人から2018年8月には12万2192人に急増したと推計している。女性6万人のうち約5万人が性マッサージ店で働いていると考えられており、その一部は売春の隠れみのである。江南にあるタイ式マッサージ店のオーナーは、「合法的なビジネスをしようとしても、客と金儲けを狙うマッサージ師の間で何が起きているのか全く分からない」と語った。韓国では、盲人が経営する場合を除きマッサージ店は違法だが、約5万店で足マッサージ、スポーツマッサージ、指圧を提供している。約30万人の従業員が働いている。

### 韓国国内のウクライナ人売春婦
2002年に作成され2003年に発表された報告書では、ウクライナ人の売春婦は、韓国の米軍基地以外で売春に携わる外国人女性の中で2番目に多いグループであると報告している。

### 韓国国内のロシア人売春婦
ソビエト連邦の崩壊以来、若いロシア人女性が韓国の風俗街で売春を行っている。彼女らはバー、ストリップクラブ、コーヒーショップなどで見受けられる。2000年1月から2001年3月の間に、およそ6000人のロシア人女性がプサン市およびキンポ市から韓国へ入国した。2000年、3064人のロシア人（2927人が女性）が韓国にE-6ビザで入国した。

## 海外遠征売春婦と韓国国内と海外からの批判
2013年9月8日、プサン地方警察庁の国際犯罪捜査隊は日本・台湾などで遠征売春後に、韓国に帰国していた売春女性や斡旋責任者ら70人を検挙した。海外遠征売春が発覚し、警察などが海外売春に関わって国威を損なわせた人物として通知した場合に韓国人女性・斡旋責任者へ海外渡航を3年間制限する法案が議論されている。
　2015年、カナダ警察は、中国や韓国の女性500人以上を誘拐し、カナダへ売り飛ばして売春を強要していたとして、3月下旬から一斉摘発に踏み切り、中国、韓国、両国の容疑者6人を逮捕した。容疑者グループは、偽造パスポート、偽造身分証明証、偽造ビザなどを用意して、女性たちをカナダに入国させ、カナダ各地で売春させていた。女性たちは1カ所に数週間監禁され、別の場所に移されるなど各地を転々とし、生活環境は劣悪だったという。
　2015年8月23日、ソウル警察庁国際犯罪捜査隊とマカオ司法当局は、韓国売春婦を大量検挙した。2014年2月から2015年5月までブローカーが韓国国内で売春婦66人を募集し、マカオに連れて行き一流ホテルなどで売春をさせていた。売上は、1回当たり最大210万ウォン（約21万5000円）で、計7億5000万ウォン（約7700万円）に上り、4カ月で3億ウォン（約3100万円）を稼いだ売春婦もいた。一部の売春婦は、日本女性を好む中国人を相手にするため、着物を着て日本語を話すなど日本人を偽って売春をしていた。
　毎年、外国で売買春で逮捕される韓国人が数百人に上り、韓国のイメージ低下が懸念されるという指摘が韓国国内で出ている。2016年9月8日、国会教育文化体育委員会ヨム ・ドンヨル（セヌリ党）議員が警察庁から提出を受けた資料によると、警察に検挙された国外売春斡旋・売買春事犯は2012年274人から2013年496人、2014年263人、2015年599人であった。海外で買春して摘発された韓国人は2012年38人から2013年64人、2014年94人、2015年387人と大幅に増加した。 この期間、検挙された者のうち、公職者が7人含まれていた。検挙された国では、日本（647人）が最も多く、フィリピン（519人）、アメリカ（147人）、中国（137人）、オーストラリア（99人）などでも韓国人の売買春が、多数、行われていたことが分かった。外国で売買春して摘発され、旅券の発給制限や返却などの法的制裁を受けた韓国人も2012年19人から2015年54人に大幅に増加した。 ヨム議員は「韓国のイメージ向上のため韓国人旅行者を対象に、政府レベルで事前教育が必要である」と語った。　

## 関連書籍
- 中村淳彦 『日本人が知らない韓国売春婦の真実』 宝島社 2014年10月 ISBN 9784800230270